# La Cage aux rossignols
La Cage aux Rossignols é um filme francês de 1945, do gênero drama, dirigido por Jean Dréville e estrelado por Noël-Noël e René Génin.

## Sinopse
Clément Mathieu não consegue encontrar uma editora para o livro autobiográfico que escreveu sobre suas experiências como professor. Incansável, ele se emprega com um fabricante de brinquedos, Raymond, que decide publicar sua obra em episódios em um jornal de Paris. Ao ler tudo aquilo, Martine, amiga de Clément, fica bastante surpresa, o que leva o educador a afirmar que consegue transformar uma classe dos maiores encrenqueiros em um coral de vozes angelicais. Depois, quem fica surpreso é Clément, quando descobre que Martine é prima de um de seus ex-alunos!

## Premiações
| Patrocinador                                  | Prêmio | Categoria                | Situação |
| --------------------------------------------- | ------ | ------------------------ | -------- |
| Academia de Artes e Ciências Cinematográficas | Oscar  | Melhor História Original | Indicado |

## Elenco
| Ator/Atriz          | Personagem       |
| ------------------- | ---------------- |
| Nöel-Nöel           | Clément Mathieu  |
| René Génin          | Padre Maxence    |
| Micheline Francey   | Micheline        |
| René Blancard       | Rachin           |
| Marguerite Ducouret | Mãe de Micheline |
| Jean Morel          | Novo diretor     |
| Richard Francoeur   | De Mazère        |
| Roger Vincent       | Acadêmico        |
| Georges Paulais     | Langlois         |
| André Nicolle       | La Prade         |
| Marcelle Praince    | Presidente       |